# Bahnhof Hamburg-Schnelsen
Der Bahnhof Hamburg-Schnelsen ist eine Station der AKN-Linie A1 an der Bahnstrecke Hamburg-Altona–Neumünster im Stadtteil Schnelsen. Der Bahnhof verfügt über eine Park and Ride-Anlage.

## Geschichte
Der Bahnhof wurde zusammen mit der ersten AKN-Strecke am 8. September 1884 eröffnet. Seit 2015 ist er mit kostenfreiem WLAN ausgestattet.
2018 stiegen hier im Durchschnitt täglich 2300 Personen ein und aus.
Seit 20. August 2023 werden im Rahmen des Streckenausbaus für die S-Bahn in Bauphase 2 die Bahnsteige verlängert und erhöht sowie die Gleise mit einer Oberleitung elektrifiziert. Am 2. September 2024 wurde die Strecke für den Pendelverkehr freigegeben. Die Strecke ist nun zweigleisig und hat an den Hamburger Stationen höhere Bahnsteige.  Die Gesamtstrecke nach Kaltenkirchen wird allerdings erst frühestens 2028 freigegeben. Die Verzögerung entsteht dadurch, dass die alten Stellwerke nicht mehr erneuert werden können.

## Lage
Der Bahnhof verfügt über einen 100 m langen und 76 cm hohen Mittelbahnsteig. In der Nähe befindet sich das Albertinen-Krankenhaus.

## Verkehr
Es verkehrt hier die AKN-Linie A1 in der Regel im 20-Minuten-Takt, in der Hauptverkehrszeit im 10-Minuten-Takt. Samstags gibt es einen 20-Minuten-Takt und sonntags einen 30-Minuten-Takt, nachts einen 60-Minuten-Takt.
| Linie | Verlauf |
| ----- | --- |
| A1    | Eidelstedt – Eidelstedt Zentrum – Hörgensweg – Schnelsen – Burgwedel – Bönningstedt – Hasloh – Quickborn Süd – Quickborn – Ellerau – Tanneneck – Ulzburg Süd (– Henstedt-Ulzburg – Kaltenkirchen Süd – Kaltenkirchen) |

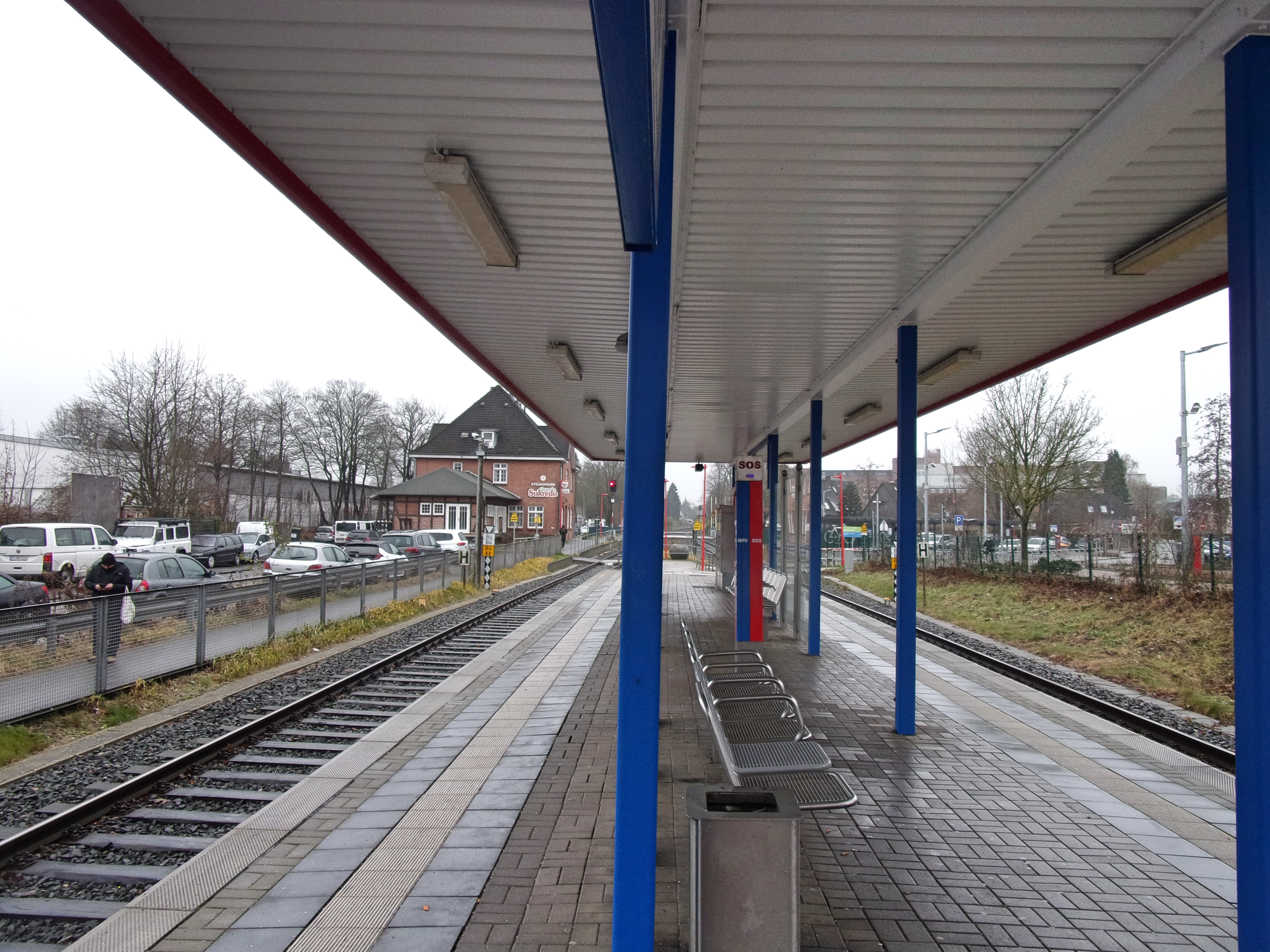
Bahnsteig, Blickrichtung stadtauswärts (2021)

Außerdem halten hier die HVV-Buslinien 195 und X95. Die Buslinie 183 hat eine Haltestelle in der Nähe des Bahnhofs.